# ورزشگاه ردبول آرنا (سالزبورگ)
ورزشگاه ردبول آرنا (به آلمانی: Red Bull Arena) یک ورزشگاه فوتبال در والز-سیزنهیم در حومه شهر زالتسبورگ اتریش است. این ورزشگاه به‌طور رسمی در فروردین ۱۳۸۲ باز شده و زمین خانگی باشگاه رد بول سالزبورگ است.
هم‌اکنون می‌تواند ۳۱۸۹۵ نفر را در خود جای دهد. گنجایش قبلی ورزشگاه ۱۸٬۲۰۰ نفر بوده که برای اینکه بتواند در رقابت‌های قهرمانی فوتبال اروپا ۲۰۰۸ میزبانی کند، گنجایش آن را به بیش از ۳۰٬۰۰۰ نفر افزایش داده‌اند.
این ورزشگاه تنها ورزشگاه بوندس‌لیگای اتریش است که از چمن طبیعی بهره می‌برد. چمن سطحی ۴۰ میلی‌متری ۲ستاره پولیتان فیفا با یک لایه ۲۵ میلی‌متری الاستیکی در سال ۲۰۰۵ نصب شده است.